# Nilitunturi
Nilitunturi är ett berg i Finland. Det ligger i den norra delen av landet, 800 km norr om huvudstaden Helsingfors. Toppen på Nilitunturi är 464 meter över havet, eller 204 meter över den omgivande terrängen. Bredden vid basen är 6,0 km.
Terrängen runt Nilitunturi är huvudsakligen platt. Runt Nilitunturi är det mycket glesbefolkat, med 3 invånare per kvadratkilometer. Det finns inga samhällen i närheten. 